# Championnat de Turquie de football 1977-1978
Navigation
Saison précédente Saison suivante
La saison 1977-1978 du Championnat de Turquie de football est la 20e édition de la première division turque, la 1. Turkiye Lig. Les 16 équipes sont regroupées au sein d'une poule unique, où chaque équipe affronte tous les adversaires de sa poule deux fois, à domicile et à l'extérieur.
C'est le Fenerbahce SK qui termine en tête du championnat cette année. C'est le 9e titre de champion de son histoire. Trabzonspor, double tenant du titre, se classe deuxième à un point du champion mais se console en conservant la Coupe de Turquie.

## Les 16 clubs participants
| - Galatasaray - Diyarbakirspor - Promu de D2 - Ankaragücü - Promu de D2 - Boluspor - Adana Demirspor - Eskisehirspor - Altay SK - Bursaspor | - Fenerbahce SK - Besiktas JK - Mersin Idmanyurdu SK - Samsunspor - Trabzonspor - Zonguldakspor - Orduspor - Adanaspor AS |

## Compétition

### Classement
Le barème de points servant à établir le classement se décompose ainsi :
- Victoire : 2 points
- Match nul : 1 point
- Défaite : 0 point

| Rang | Équipe               | Pts | J  | G  | N  | P  | Bp | Bc | Diff |
| ---- | -------------------- | --- | -- | -- | -- | -- | -- | -- | ---- |
| 1.   | Fenerbahçe SK        | 42  | 30 | 17 | 8  | 5  | 48 | 24 | +24  |
| 2.   | Trabzonspor (T) (C)  | 41  | 30 | 18 | 5  | 7  | 42 | 16 | +26  |
| 3.   | Galatasaray SK       | 38  | 30 | 13 | 12 | 5  | 38 | 26 | +12  |
| 4.   | Adanaspor AS         | 35  | 30 | 12 | 11 | 7  | 28 | 31 | -3   |
| 5.   | Beşiktaş JK          | 32  | 30 | 12 | 8  | 10 | 33 | 29 | +4   |
| 6.   | Altay Izmir          | 30  | 30 | 9  | 12 | 9  | 29 | 28 | +1   |
| 7.   | Boluspor             | 30  | 30 | 11 | 8  | 11 | 25 | 26 | -1   |
| 8.   | Zonguldakspor        | 30  | 30 | 11 | 8  | 11 | 33 | 35 | -2   |
| 9.   | Diyarbakırspor (P)   | 30  | 30 | 10 | 10 | 10 | 29 | 31 | -2   |
| 10.  | Bursaspor            | 28  | 30 | 9  | 10 | 11 | 26 | 24 | +2   |
| 11.  | Orduspor             | 27  | 30 | 10 | 7  | 13 | 30 | 39 | -9   |
| 12.  | Eskisehirspor        | 25  | 30 | 6  | 13 | 11 | 24 | 28 | -4   |
| 13.  | Adana Demirspor      | 25  | 30 | 7  | 11 | 12 | 24 | 36 | -12  |
| 14.  | Samsunspor           | 24  | 30 | 8  | 8  | 14 | 25 | 36 | -11  |
| 15.  | MKE Ankaragücü (P)   | 22  | 30 | 8  | 6  | 16 | 21 | 31 | -10  |
| 16.  | Mersin Idmanyurdu SK | 21  | 30 | 3  | 15 | 12 | 19 | 34 | -15  |

|  | Qualifié pour la Coupe des clubs champions 1978-1979 |
|  | Qualifié pour la Coupe des Coupes 1978-1979          |
|  | Qualifié pour la Coupe UEFA 1978-1979                |
|  | Relégation en 2. Lig                                 |

## Bilan de la saison
| Tableau d'Honneur                  |               |
| Compétition                        | Vainqueur     |
| Championnat de Turquie de football | Fenerbahce SK |
| Coupe de Turquie                   | Trabzonspor   |

| Qualifications européennes                    |                             |
| Coupe des clubs champions européens 1978-1979 | Qualifié                    |
| Premier tour                                  | Fenerbahce SK               |
| Coupe des Coupes 1978-1979                    | Qualifié                    |
| Premier tour                                  | Trabzonspor                 |
| Coupe UEFA 1978-1979                          | Qualifié                    |
| Premier tour                                  | Galatasaray SK Adanaspor AS |

| Promotion et relégation |                                 |
| Relégués en 2e division | Ankaragücü Mersin Idmanyurdu SK |
| Promus en Super Lig     | Göztepe Izmir MKE Kirikkalespor |